# Сечањ
Сечањ је градско насеље и седиште истоимене општине у Средњобанатском управном округу. Према попису из 2022. било је 1.648 становника.

## Називи
Насеље је познато по још неким називима на другим језицима: мађ. Szécsány или Torontálszécsány,   или Petersheim, рум. Seceani.

## Историја
Поред Тамиша постоји средњовековна некропола која је археолошки истраживана 2011. године.
Већа насељавања у овом крају настају истеривањем Турака из Баната, у 18. и 19. веку. Већину становника чинили су Немци, који после Другог светског рата бивају исељени, а колонизовало се становништво из Босне и Херцеговине и других крајева.
У историји Сечањ је више пута мењао име: 1717. — Сечањ (Sechan), 1719. — Szécsány, 1888. – Torontal- Szécsány, 1922. — Сечањ.
Сечањ има 27 кућа 1717. године и припадао је тада Бечкеречком дистрикту Темишварског Баната. а 1727. бројао је само 23 куће. Али 1773. године имао је 113 кућа, па се мисли да су се педесетих година тога века овамо доселили поморишки граничари. Сечањ је 1764. године православна парохија у Бечкеречком протопрезвирату. Аустријски царски ревизор Ерлер је 1774. године констатовао да место Сечањ припада Бечкеречком округу и дистрикту. Становништво је тада било измешано, српско и влашко. Године 1779. припојен је бечкеречком срезу Торонталског комитата. Када је 1797. године пописан православни клир ту два свештеника Поповића. Били су то пароси, поп Исаија (рукоп. 1780) и поп Манасије (1796) који су знали српски и румунски језик.
Сечањ је 1801. године уступљен Загребачком каптолу, у замену за хрватска добра.
Српско становништво се након 1795. године одселило из Сечња, на граници Немачко-банатске регименте и основали су насеље Самош. На њихова места у Сечањ су се доселили Немци из Торонталског комитата, и то из Нове Пећи, Хајфелда, Маријенфелда и Белида, који су од Сечанских Срба откупили имања. Године 1811. било је у Сечњу већ 905 душа. Године 1807. поучавано је 201 ђака, а 1823. године када је број становника био 1306, било је 298 ђака. Године 1824. склопила је сечанска општина уговор са сечанским свештеником, коме је Сечањ црквено припадао, по коме је Сечањ добио свога свештеника.
Александар Алоговић приор одобрио је подизање цркве 1826. г. Црква је подигнута 1829 – 1830. године. A 1830. г. уступио је приор кућу бр.60 за привремени парохиски стан. Исте године обележено је и ново гробље, а 1833. подигнута је нова школа. За време Јохана Параиса у парохији је било 189 римокатолика, 110 православних и 1 евангелика 1827. г.
Године 1832. било је у општинском атару 87 сесија, а у општини било је 1606 католичких, 1 евангелистичка и 6 православних становника, који су се бавили земљорадњом и рибарством. Али је ова млада колонија имала још много да издржи. 1831. г. Од болести колере умрло педесет три, а 1836. године 14 жртава. 1841. од 14. јула до 18. августа биле су необичне врућине до 42 степена.
Године 1834. учестала су убиства и разбојништва, па је крајем године владала беда. Стога 1848 – 1849. године ово село није дохватила револуција.
Године 1867. и 1876. добио је Сечањ тржишно право. Године 1869. изабрана је прва школска комисија, а 1870. проглашена је школа општинском.
Исте године била је велика поплава, због које се 300 душа одселило у Војну границу и настанило у Елизенхајму. Сечањ је 1876. добио пошту.
Саграђен је преко Тамиша велики дрвени мост 1889. године, који је обезбедио саобраћај између горњег и доњег Торонтала. Године 1889. основана је Торонталсечањска штедионица а. д.
4. маја 1889. отворена је железничка станица за пругу Бечкерек – Нинчићево (данас Међа); 7. јула 1891. за пругу Сечањ – Вршац, а 25. новембра 1898. за пругу Сечањ – Алибунар.
Године 1905. била је велика поплава, после које је повишен насип, а завршена регулација. 1908. године отпутовали су први исељеници у Америку – једна породица за Дакоту.
Кретање броја становника од 1869. до 1921. године.
| Година пописа становника | Број становника |
| ------------------------ | --------------- |
| 1837.                    | 1.489           |
| 1869.                    | 2.122           |
| 1880.                    | 2.246           |
| 1890.                    | 2.517           |
| 1900.                    | 2.596           |
| 1910.                    | 2.174           |
| 1921.                    | 2.343           |

Сечањ је припојен 1919. године Торонталско-тамишкој жупанији. По попису на дан 31. јануара 1921. пописано је 2343 становника од којих је било; Срба - 66; Словака - 8; осталих Словена - 4; Румуна - 24; Немаца - 2090; Мађара - 104; осталих - 47.
Године 1928. претворена је штедионица у филијалу Панчевачке Пучке Банке.

## Култура
Смотра рецитатора Војводине — Песниче народа мог, одржава се сваке године крајем априла од 1968. Учествује око 190 рецитатора, а рецитује се по слободном избору на језицима свих народа и народности Војводине. Пратеће фестивалске приредбе су изложбе, књижевне вечери и промоције књига. Завршној смотри претходе школска, месна, општинска и зонска такмичења. Организатор је Културно-просветна заједница општине Сечањ.

## Демографија
Према попису становништва из 2002. године село има 2.645 становника. Већину чине Срби - Херцеговци, а осталу популацију чине Роми, Мађари, Румуни, Македонци, Русини и остали.
У насељу Сечањ живи 2128 пунолетних становника, а просечна старост становништва износи 40,4 година (38,6 код мушкараца и 42,0 код жена). У насељу има 975 домаћинстава, а просечан број чланова по домаћинству је 2,71.
Ово насеље је великим делом насељено Србима (према попису из 2002. године), а у последња три пописа, примећен је пад у броју становника.
|             | \| Демографија[8] \| Демографија[8] \| Демографија[8] \| \| Година \| Становника \| Становника \| \| -------------- \| -------------- \| -------------- \| \| 1948. \| 2.680 \| \| \| 1953. \| 2.862 \| \| \| 1961. \| 2.868 \| \| \| 1971. \| 2.935 \| \| \| 1981. \| 2.747 \| \| \| 1991. \| 2.688 \| 2.637 \| \| 2002. \| 2.647 \| 2.770 \| \| 2011. \| 2.107 \| \| |            |
| Демографија | |            |
| Година      | Становника | Становника |
| 1948.       | 2.680 |            |
| 1953.       | 2.862 |            |
| 1961.       | 2.868 |            |
| 1971.       | 2.935 |            |
| 1981.       | 2.747 |            |
| 1991.       | 2.688 | 2.637      |
| 2002.       | 2.647 | 2.770      |
| 2011.       | 2.107 |            |

| Етнички састав према попису из 2002.‍ | Етнички састав према попису из 2002.‍ | Етнички састав према попису из 2002.‍ | Етнички састав према попису из 2002.‍ | Етнички састав према попису из 2002.‍ |
| ------------------------------------ | ------------------------------------ | ------------------------------------ | ------------------------------------ | ------------------------------------ |
|                                      |                                      |                                      |                                      |                                      |
| Срби                                 | Срби                                 |                                      | 2.392                                | 90,36%                               |
| Роми                                 | Роми                                 |                                      | 135                                  | 5,10%                                |
| Румуни                               | Румуни                               |                                      | 19                                   | 0,71%                                |
| Црногорци                            | Црногорци                            |                                      | 14                                   | 0,52%                                |
| Мађари                               | Мађари                               |                                      | 14                                   | 0,52%                                |
| Хрвати                               | Хрвати                               |                                      | 10                                   | 0,37%                                |
| Југословени                          | Југословени                          |                                      | 4                                    | 0,15%                                |
| Македонци                            | Македонци                            |                                      | 2                                    | 0,07%                                |
| Бугари                               | Бугари                               |                                      | 2                                    | 0,07%                                |
| Украјинци                            | Украјинци                            |                                      | 1                                    | 0,03%                                |
| Руси                                 | Руси                                 |                                      | 1                                    | 0,03%                                |
| Немци                                | Немци                                |                                      | 1                                    | 0,03%                                |
| непознато                            | непознато                            |                                      | 10                                   | 0,37%                                |

| \| \| м \| \| \| ж \| \| ? \| 4 \| \| \| 7 \| \| 80+ \| 19 \| \| \| 36 \| \| 75—79 \| 32 \| \| \| 59 \| \| 70—74 \| 58 \| \| \| 87 \| \| 65—69 \| 72 \| \| \| 77 \| \| 60—64 \| 70 \| \| \| 96 \| \| 55—59 \| 59 \| \| \| 68 \| \| 50—54 \| 106 \| \| \| 89 \| \| 45—49 \| 106 \| \| \| 126 \| \| 40—44 \| 101 \| \| \| 93 \| \| 35—39 \| 85 \| \| \| 105 \| \| 30—34 \| 80 \| \| \| 54 \| \| 25—29 \| 69 \| \| \| 85 \| \| 20—24 \| 96 \| \| \| 102 \| \| 15—19 \| 90 \| \| \| 101 \| \| 10—14 \| 89 \| \| \| 75 \| \| 5—9 \| 74 \| \| \| 71 \| \| 0—4 \| 62 \| \| \| 44 \| \| Просек : \| 38,6 \| \| \| 42,0 \| |      |  |  |      |
| |      |  |  |      |
| | м    |  |  | ж    |
| ? | 4    |  |  | 7    |
| 80+ | 19   |  |  | 36   |
| 75—79 | 32   |  |  | 59   |
| 70—74 | 58   |  |  | 87   |
| 65—69 | 72   |  |  | 77   |
| 60—64 | 70   |  |  | 96   |
| 55—59 | 59   |  |  | 68   |
| 50—54 | 106  |  |  | 89   |
| 45—49 | 106  |  |  | 126  |
| 40—44 | 101  |  |  | 93   |
| 35—39 | 85   |  |  | 105  |
| 30—34 | 80   |  |  | 54   |
| 25—29 | 69   |  |  | 85   |
| 20—24 | 96   |  |  | 102  |
| 15—19 | 90   |  |  | 101  |
| 10—14 | 89   |  |  | 75   |
| 5—9 | 74   |  |  | 71   |
| 0—4 | 62   |  |  | 44   |
| Просек : | 38,6 |  |  | 42,0 |

| Година пописа     | 1948. | 1953. | 1961. | 1971. | 1981. | 1991. | 2002. |
| ----------------- | ----- | ----- | ----- | ----- | ----- | ----- | ----- |
| Број домаћинстава | 559   | 543   | 645   | 760   | 781   | 840   | 975   |

| Број чланова      | 1   | 2   | 3   | 4   | 5  | 6  | 7 | 8 | 9 | 10 и више | Просек |
| ----------------- | --- | --- | --- | --- | -- | -- | - | - | - | --------- | ------ |
| Број домаћинстава | 232 | 250 | 177 | 224 | 70 | 17 | 4 | 1 | 0 | 0         | 2,71   |

| Пол    | Укупно | Неожењен/Неудата | Ожењен/Удата | Удовац/Удовица | Разведен/Разведена | Непознато |
| ------ | ------ | ---------------- | ------------ | -------------- | ------------------ | --------- |
| Мушки  | 1.047  | 347              | 627          | 45             | 17                 | 11        |
| Женски | 1.185  | 304              | 632          | 212            | 31                 | 6         |
| УКУПНО | 2.232  | 651              | 1.259        | 257            | 48                 | 17        |

| Пол    | Укупно                    | Пољопривреда, лов и шумарство | Рибарство                            | Вађење руде и камена | Прерађивачка индустрија       |
| ------ | ------------------------- | ----------------------------- | ------------------------------------ | -------------------- | ----------------------------- |
| Мушки  | 510                       | 125                           | 9                                    | 17                   | 77                            |
| Женски | 388                       | 67                            | 1                                    | 2                    | 37                            |
| Укупно | 898                       | 192                           | 10                                   | 19                   | 114                           |
|        |                           |                               |                                      |                      |                               |
| Пол    | Производња и снабдевање   | Грађевинарство                | Трговина                             | Хотели и ресторани   | Саобраћај, складиштење и везе |
| Мушки  | 19                        | 39                            | 58                                   | 19                   | 38                            |
| Женски | 5                         | 11                            | 64                                   | 7                    | 14                            |
| Укупно | 24                        | 50                            | 122                                  | 26                   | 52                            |
|        |                           |                               |                                      |                      |                               |
| Пол    | Финансијско посредовање   | Некретнине                    | Државна управа и одбрана             | Образовање           | Здравствени и социјални рад   |
| Мушки  | 5                         | 7                             | 41                                   | 19                   | 13                            |
| Женски | 27                        | 8                             | 36                                   | 50                   | 47                            |
| Укупно | 32                        | 15                            | 77                                   | 69                   | 60                            |
|        |                           |                               |                                      |                      |                               |
| Пол    | Остале услужне активности | Приватна домаћинства          | Екстериторијалне организације и тела | Непознато            | Непознато                     |
| Мушки  | 17                        | 0                             | 0                                    | 7                    | 7                             |
| Женски | 8                         | 4                             | 0                                    | 0                    | 0                             |
| Укупно | 25                        | 4                             | 0                                    | 7                    | 7                             |

## Галерија
- Нова православна црква
- Старе куће у селу
- Центар Сечња
- Бензинска пумпа